# Fan Bin
Fan Bin (n. 30 mai 1974) este un gimnast artistic ce a reprezentat Republica Populară Chineză, medaliat olimpic. A participat la o ediție a Jocurilor Olimpice (1996) în care a câștigat o medalie de argint și o medalie de bronz.

## Participări
Lista de mai jos prezintă principalele competiții la care a participat Fan Bin de-a lungul carierei.
- gymnastics at the 1996 Summer Olympics – men's horizontal bar[*]